# 畢拉羅諾
畢拉羅諾（阿美語：Pirarono、Bararun；日語：サラウ），台灣阿美族南勢群神話中的河鬼，身體外型詭異、潛伏在河中，讓過河的人摔入河中溺斃。

## 外表與習性
畢拉羅諾生來只有一顆頭而沒有身體其他部分、頭髮跟撒網一樣長。他潛伏在河的深水處，會對過河的人作祟或引誘他們溺水淹死。

## 傳說
傳說畢拉羅諾原本是個叫做摩喔（Mo'or）的青年，他因為只有頭，一直在家裡的床上，並且用棉被蓋著脖子，假裝是躺在床上的人。有一天他想結婚了，請母親幫他找一個少女來，兩人雖然談得很開心，不知情的少女也表示願意跟他結婚，但當少女打算離開時，他為了強留對方而咬住少女的衣服，導致頭被拉了出來，洩漏了他的秘密。少女驚嚇之餘想脫掉衣服卻拖不掉，於是跑到河邊，先後將緊咬著衣服的頭放在地上拖、放在水裡沖、最後直接將整顆頭拿去撞石頭，摩喔這才終於鬆開他的嘴，並且被扔到水裡。
河中的他對人類恨之入骨，因此開始對所有過河的人作祟，讓他們摔進河裡淹死。